# Abgeordnetenkammer (Luxemburg)
Die Abgeordnetenkammer  (luxemburgisch Chamber, französisch Chambre des Députés) ist das Parlament des Großherzogtums Luxemburg. Die Chamber ist die Legislative des Großherzogtums und besteht aus 60 Abgeordneten, die jeweils für fünf Jahre mittels Verhältniswahl von der Bevölkerung gewählt werden. Das Chambergebäude befindet sich neben dem Großherzoglichen Palais in Luxemburg-Stadt. In Luxemburg besteht ein Einkammersystem.

## Konstitutionelle Rolle
Die Rolle der Chamber ist es, als Teil des Legislativverfahrens Gesetzesvorschläge zu machen und sie (wie auch die Gesetzesprojekte der Regierung) auszudiskutieren, um sie anschließend anzunehmen oder abzulehnen. Sowohl die Regierung als auch jeder Abgeordnete kann neue Gesetze vorschlagen. Vorschläge der Regierung werden „Projet de loi“, die der Abgeordneten „Proposition de loi“ genannt. Nachdem ein Vorschlag eingereicht wurde, wird er an die zuständige Parlamentskommission weitergeleitet, wo er geprüft wird.
Jeder Gesetzesvorschlag muss des Weiteren vom Staatsrat abgesegnet werden. Bei einigen Gesetzen muss auch das Urteil anderer Gremien, wie zum Beispiel Berufskammern, eingeholt werden. Schlussendlich kann es dann zur Diskussion und Abstimmung in der Plenarsitzung kommen. Theoretisch muss jedes Gesetz zwei Mal abgesegnet werden (ein zweites Mal mindestens 3 Monate nach der ersten Abstimmung), die Chamber kann sich allerdings die Dispens einer zweiten Abstimmung erteilen, wenn der Staatsrat diese anerkennt. Ein Gesetz tritt in der Regel drei Tage nach der Veröffentlichung des Textes im „Mémorial“, einer Publikation, in der alle Gesetzestexte veröffentlicht werden, in Kraft.
Neben der legislativen Rolle ist die Chamber für die Kontrolle der Regierung zuständig. Sie überwacht die Staatsfinanzen, kann Untersuchungen anstellen, Fragen an die Minister stellen, diese in der Chamber zur Rede stellen, sie zu bestimmten Handlungen auffordern und Minister des Amtsmissbrauchs bezichtigen.
Des Weiteren werden im Parlament Debatten über wichtige generelle Themen geführt.
Auf internationaler Ebene ist die Chamber für die Ratifizierung internationaler Abkommen zuständig. Nur wenn die Chamber einem internationalen Abkommen zustimmt, ist es rechtskräftig. Auch der Kontakt mit dem Ausland fällt teilweise unter die Kompetenzen der Chamber; sie ist auch in vielen internationalen Parlamentsausschüssen vertreten.

## Chamberwahlen

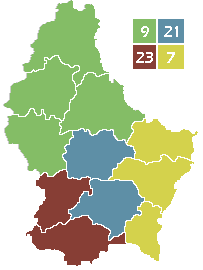
Wahlbezirke: Grün: Norden, Blau: Zentrum, Rot: Süden, Gelb: Osten

Die Wahlen in Luxemburg sind der Verfassung gemäß frei, allgemein und geheim. Die Chamber setzt sich seit 1989 aus 60 Abgeordneten zusammen, die jeweils für eine Legislaturperiode von fünf Jahren direkt vom Volk gewählt werden.
Die Verfassung schreibt Verhältniswahl vor und legt die Einteilung des Landes in die vier Wahlbezirke Süden, Zentrum, Norden und Osten fest. Die Verteilung der insgesamt 60 Sitze auf die Wahlbezirke wird durch ein Gesetz bestimmt, das von der Kammer mit Zweidrittelmehrheit angenommen werden muss. Seit 1989 sind die Abgeordnetenzahlen der Wahlbezirke wie folgt festgelegt: Süden 23, Zentrum 21, Norden 9, Osten 7. Die Sitze werden ohne Sperrklausel nach dem D’Hondt-Verfahren verteilt. Die Wähler haben so viele Stimmen, wie im Wahlbezirk Abgeordnete zu wählen sind. Der Wähler kann entweder eine Liste ankreuzen, dann erhält jeder Kandidat dieser Liste eine Stimme, oder die ihm zustehende Stimmenzahl grundsätzlich beliebig verteilen (auch auf Bewerber verschiedener Listen). Er kann jedoch einem Kandidaten höchstens zwei Stimmen geben. Innerhalb der Liste werden die Sitze mit den stimmenstärksten Bewerbern besetzt.
Seit 1919 besteht Wahlpflicht für alle volljährigen Bürger sowie für jeden, der in das luxemburgische Wählerverzeichnis eingetragen ist und seinen Wohnsitz in Luxemburg hat. Das Gesetz sieht sogar Geld- und Freiheitsstrafen vor, was aber nicht angewandt wird.
Den Auftrag zur Regierungsbildung erteilt der Großherzog, der dabei auf die politischen Mehrheitsverhältnisse in der Chamber Rücksicht nimmt. Meistens wird der Spitzenkandidat der stärksten Partei beauftragt, zeichnen sich andere Mehrheiten ab, kann aber auch eine andere Person beauftragt werden (wie nach der Kammerwahl 2013, nach der der Auftrag zur Regierungsbildung an den Vorsitzenden der drittstärksten Partei ging, weil dieser von drei Parteien, die die Mehrheit bilden könnten, getragen wurde).
Die Mitgliedschaft in der Regierung ist unvereinbar mit einem Abgeordnetenmandat. Für Abgeordnete, die in die Regierung eintreten, rücken die nächst-meistgewählten Kandidaten ihrer Partei im jeweiligen Wahlbezirk nach. Dies gilt auch, falls Abgeordnete aus anderem Grund ihr Mandat verlieren.

### Ergebnisse der Wahlen seit 1945
| Jahr   | CSV  | DP      | LSAP | Gréng   | ADR     | Pirate | Lénk   | KPL  | SDP  | Andere |
| ------ | ---- | ------- | ---- | ------- | ------- | ------ | ------ | ---- | ---- | ------ |
| 2023   | 29,8 | 19,2    | 18,2 | 08,3    | 09,6    | 6,7    | 3,6    | 00,5 | –    | 4,2    |
| 2018   | 28,9 | 17,5    | 16,8 | 15,1    | 08,6    | 6,6    | 5,0    | 01,1 | –    | 0,4    |
| 2013   | 34,1 | 19,1    | 19,2 | 10,3    | 06,8    | 3,0    | 4,7    | 01,4 | –    | 1,7    |
| 2009   | 38,0 | 15,0    | 21,6 | 11,7    | 08,1    | –      | 3,3    | 01,5 | –    | 0,8    |
| 2004   | 36,1 | 16,1    | 23,4 | 11,6    | 10,0    | –      | 1,9    | 00,9 | –    | 0,1    |
| 1999   | 30,1 | 22,4    | 22,3 | 09,1    | 11,3    | –      | a3,3 a | a    | –    | 1,6    |
| 1994   | 30,3 | 19,3    | 25,4 | 09,9    | 09,0    | –      | b0,7 b | 01,7 | –    | 3,7    |
| 1989   | 32,4 | 17,2    | 26,2 | c07,4 c | d07,9 d | –      | –      | 04,4 | –    | 3,4    |
| 1984   | 36,7 | 20,4    | 31,8 | e04,2 e | –       | –      | –      | 04,4 | –    | –      |
| 1979   | 36,4 | 21,9    | 22,5 | –       | –       | –      | –      | 04,9 | 06,4 | 7,9    |
| 1974   | 29,9 | 23,3    | 27,0 | –       | –       | –      | –      | 08,8 | 10,1 | 1,0    |
| 1968   | 37,5 | 18,0    | 31,0 | –       | –       | –      | –      | 13,1 | –    | –      |
| 1964   | 35,7 | 12,2    | 35,9 | –       | –       | –      | –      | 10,4 | –    | 5,8    |
| 1959   | 38,9 | 20,3    | 33,0 | –       | –       | –      | –      | 07,2 | –    | –      |
| 1954   | 45,2 | f12,3 f | 32,8 | –       | –       | –      | –      | 07,3 | –    | –      |
| 1951 g | 42,1 | f20,9 f | 33,8 | –       | –       | –      | –      | 03,2 | –    | –      |
| 1948 h | 36,3 | f11,6 f | 37,8 | –       | –       | –      | –      | 14,3 | –    | –      |
| 1945   | 44,7 | f18,0 f | 23,4 | –       | –       | –      | –      | 11,1 | –    | 2,9    |

### Fraktionen
Parteien mit mindestens fünf Abgeordneten können eine Fraktion bilden. Ihnen werden für ihre Arbeiten mehr Mittel zur Verfügung gestellt. Der Vorsitzende einer Fraktion (Fraktionspräsident) ist zudem durch die „Konferenz der Präsidenten“ an der Ernennung des Chamberbüros sowie der Festlegung des Ablaufs (Tagesordnung) der Chambersitzungen beteiligt.

## Funktionsweise

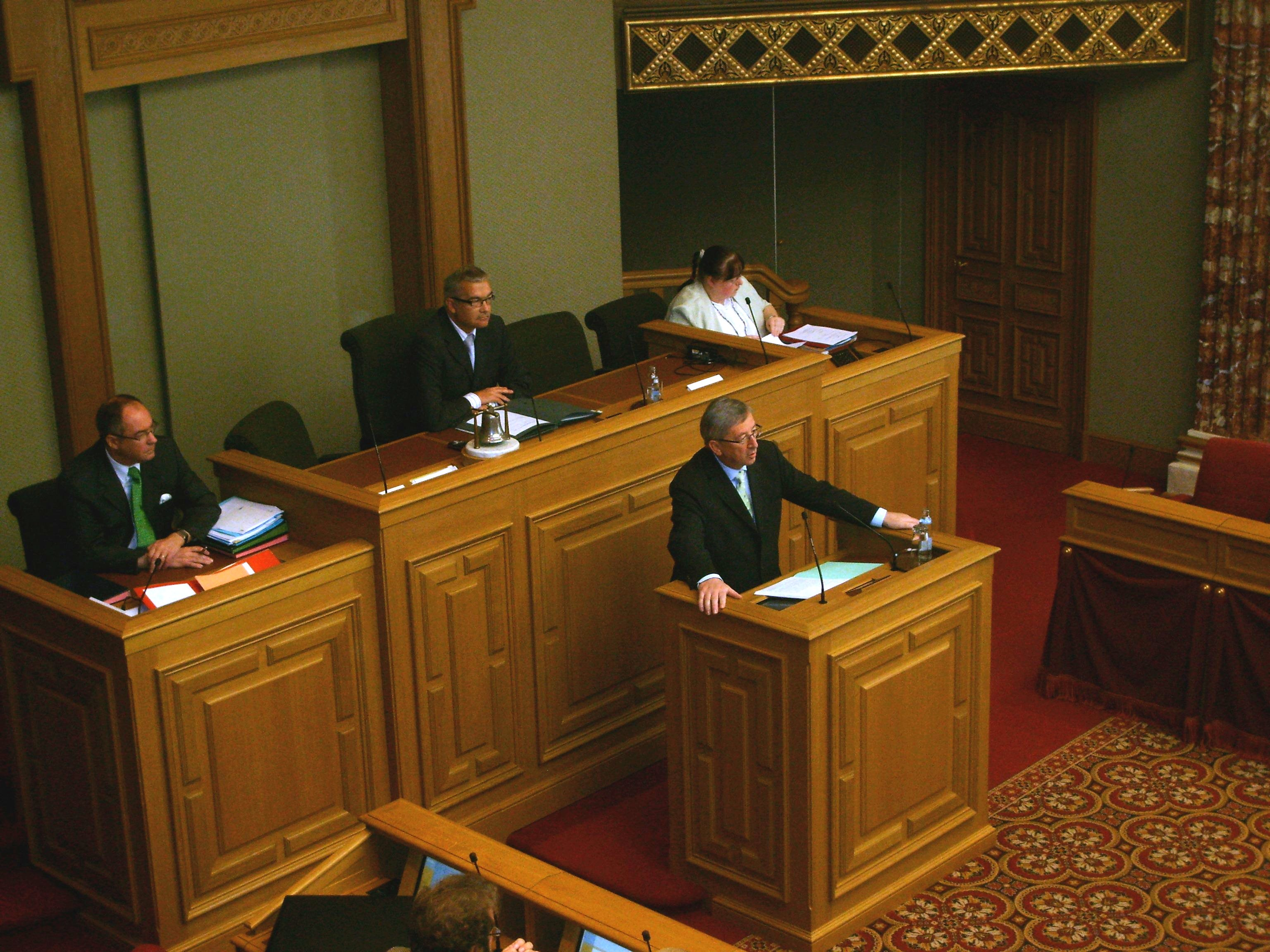
Premierminister Jean-Claude Juncker in der Chamber, 2009

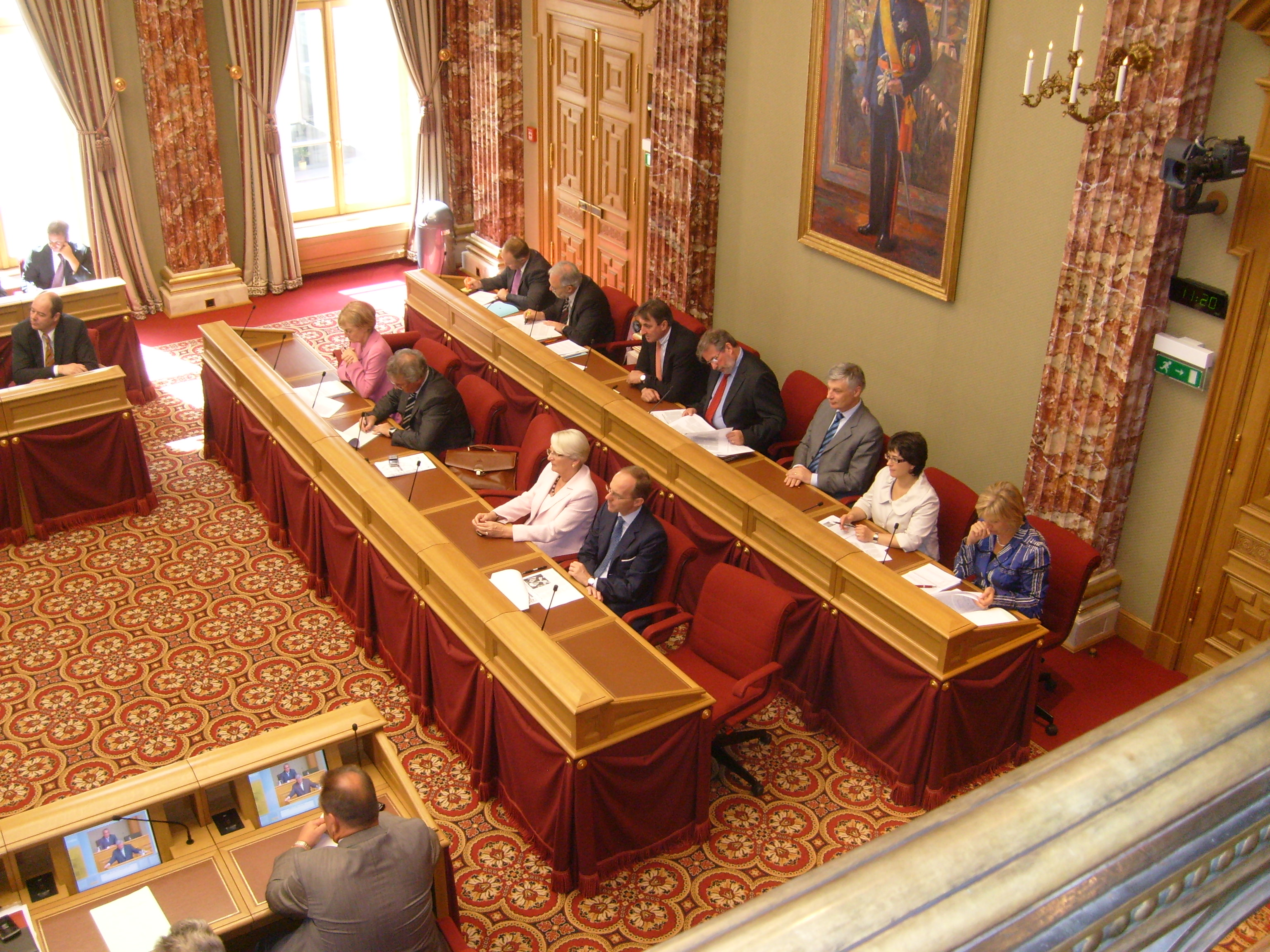
Regierung Juncker-Asselborn II in der Chamber, 2009

Die Funktionsweise der Chamber wird durch die von der Verfassung und das Wahlgesetz festgelegten Dispositionen und der eigenen Geschäftsordnung (Règlement intérieur) bestimmt. Die Periode eines Jahres, in der die Chamber zusammenkommt, nennt man ordentliche Sitzung (Session ordinaire), welche laut Verfassung am 2. Dienstag des Monats Oktober um 15.00 Uhr eröffnet wird.

### Chamberpräsident
Die Aufgabe des Präsidenten der Chamber ist es, die Chamber nach außen hin zu vertreten, während der Sitzungen für Ordnung und das Einhalten der Regeln zu sorgen, Redezeit zu erteilen und das Resultat von Abstimmungen und Entscheidungen der Chamber bekannt zu geben. Vertreten wird der Präsident durch den Vizepräsidenten der Chamber oder, wenn dieser abwesend sein sollte, durch den ältesten Abgeordneten („Doyen“). Der Präsident der Chamber wird oft als „Erster Bürger Luxemburgs“ bezeichnet. Präsident ist seit November 2023 Claude Wiseler (CSV).
| Beginn der Amtszeit | Ende der Amtszeit | Name                    | Lebensdaten |
| ------------------- | ----------------- | ----------------------- | ----------- |
| 1945                | 5. März 1959      | Émile Reuter            | 1874–1973   |
| 5. März 1959        | 21. Juli 1964     | Joseph Bech             | 1887–1975   |
| 21. Juli 1964       | 10. Oktober 1967  | Victor Bodson           | 1902–1984   |
| 10. Oktober 1967    | 5. Februar 1969   | Romain Fandel           | 1922–1985   |
| 5. Februar 1969     | 27. Juni 1974     | Pierre Grégoire         | 1907–1991   |
| 27. Juni 1974       | 14. Oktober 1975  | Antoine Wehenkel        | 1907–1992   |
| 14. Oktober 1975    | 9. Oktober 1979   | René Van den Bulcke     | 1913–1987   |
| 9. Oktober 1979     | 18. Juli 1989     | Léon Bollendorff        | 1915–2011   |
| 18. Juli 1989       | 26. Januar 1995   | Erna Hennicot-Schoepges | * 1941      |
| 31. Januar 1995     | 13. Juli 2004     | Jean Spautz             | * 1930      |
| 13. Juli 2004       | 30. Juli 2004     | Jean Asselborn          | * 1949      |
| 3. August 2004      | 28. Juli 2009     | Lucien Weiler           | * 1951      |
| 28. Juli 2009       | 5. Dezember 2013  | Laurent Mosar           | * 1958      |
| 5. Dezember 2013    | 5. Dezember 2018  | Mars Di Bartolomeo      | * 1952      |
| 5. Dezember 2018    | 21. November 2023 | Fernand Etgen           | * 1957      |
| 21. November 2023   | amtierend         | Claude Wiseler          | * 1960      |

### Chamberbüro
Am Anfang einer Legislaturperiode ernennt die Chamber in ihrer Plenarsitzung das Chamberbüro. Es besteht aus einem Präsidenten, 3 Vizepräsidenten und maximal 7 Mitgliedern. Das Büro ist für internationale Angelegenheiten sowie für die administrativen Arbeiten der Chamber zuständig. Das Büro kümmert sich um die finanziellen und organisatorischen Fragen der Abgeordneten, um das in der Chamber angestellte Personal usw. Eine Ausnahme ist die Tagesordnung der Plenarsitzungen, die von der Konferenz der Präsidenten festgelegt wird.

### Konferenz der Präsidenten
Die Konferenz setzt sich aus dem Präsidenten der Chamber sowie den Präsidenten der verschiedenen politischen Fraktionen zusammen. Ihre wichtigste Aufgabe ist es, den Ablauf der Sitzungen vorzugeben und ihr Einverständnis zu jenen Gesetzesprojekten zu geben, bei denen es das Gesetz für sie vorsieht.

### Ausschüsse
Ausschüsse dienen dazu, die parlamentarischen Arbeiten rationeller ausführen zu können. Sie bereiten die Sitzungen der Chamber vor, indem in ihnen die Gesetzesprojekte und -vorschläge sowie Abänderungen und Anträge besprochen werden. Die einzelnen Parteien sind proportional zu ihren Sitzen in den einzelnen Kommissionen vertreten. Es gibt ständige Ausschüsse (commissions permanentes) sowie satzungsmäßige Ausschüsse (commissions réglementaires). Die Abgeordneten haben zudem die Möglichkeiten, einen Untersuchungsausschuss einzuberufen, um zum Beispiel Regierungsaffären aufzuklären, oder zeitweilig Spezialausschüsse zu gründen.

### Zusammensetzung
Die Tabelle zeigt die Zusammensetzung der Chamber seit den Parlamentswahlen vom 8. Oktober 2023.
Die mit einem Stern (*) markierten Parteien bilden die Regierung Frieden-Bettel.
| Partei | Partei                                            | Sitze | Prozent | Ausrichtung                               | Europapartei |
| ------ | ------------------------------------------------- | ----- | ------- | ----------------------------------------- | ------------ |
|        | Chrëschtlech-Sozial Vollekspartei, CSV*           | 21    | 29,2    | Christdemokratie                          | EVP          |
|        | Demokratesch Partei, DP*                          | 14    | 18,7    | Liberalismus                              | ALDE         |
|        | Lëtzebuerger Sozialistesch Aarbechterpartei, LSAP | 12    | 18,9    | Sozialdemokratie                          | SPE          |
|        | Alternativ Demokratesch Reformpartei, ADR         | 5     | 9,27    | gesellschaftspolitischer Konservatismus   | EKR          |
|        | Déi Gréng                                         | 4     | 8,5     | grüne Politik                             | EGP          |
|        | Piratepartei Lëtzebuerg, PPLU                     | 2     | 6,7     | Piratenbewegung                           |              |
|        | Déi Lénk                                          | 2     | 3,3     | linke Politik, demokratischer Sozialismus | EL           |
| Gesamt | Gesamt                                            | 60    |         |                                           |              |

## Parlamentsfernsehen
Das luxemburgische Parlamentsfernsehen ist Chamber TV, welches von der Chambre des Députés betrieben wird. Der Fernsehsender nahm am 4. Dezember 2001 den Sendebetrieb auf und ist landesweit über Kabel und Satellit zu empfangen.
Die öffentlichen Sitzungen werden alle live ausgestrahlt. Neben diesen Übertragungen werden Berichte über die Arbeiten der Chamber und Debatten gezeigt.

## Geschichte
Gemäß Artikel 13 der Deutschen Bundesakte hatte sich auch Luxemburg verpflichtet, eine „landständige Verfassung“ und ein Parlament einzurichten. Dieser Verpflichtung kam der Großherzog erst 1841 nach. Als Parlament wurde die Ständeversammlung („Assemblée des Etats“) eingerichtet. Die Kompetenzen waren jedoch gemäß der Tradition der Verfassungen im Vormärz gering. Die Abgeordneten wurden in direkter Wahl gewählt. Als Wahlkreise dienten die Kantone. Es bestand ein Zensuswahlrecht. Die Zahl der Abgeordneten betrug 32.
| Kanton                     | Einwohner | Abgeordnete |
| -------------------------- | --------- | ----------- |
| Kanton Capellen            | 13.481    | 3           |
| Kanton Clerf               | 11.642    | 2           |
| Kanton Diekirch            | 17.434    | 3           |
| Kanton Echternach          | 12.979    | 2           |
| Kanton Esch an der Alzette | 15.327    | 3           |
| Kanton Grevenmacher        | 14.214    | 3           |
| Kanton Luxemburg           | 28.477    | 6           |
| Kanton Mersch              | 13.689    | 3           |
| Kanton Redingen            | 13.810    | 3           |
| Kanton Remich              | 14.830    | 3           |
| Kanton Wiltz               | 13.847    | 3           |

Die Märzrevolution führte auch im Großherzogtum Luxemburg zu demokratischen Reformen. 1848 musste der Großherzog einer Verfassungsänderung zustimmen, die die Ständeversammlung durch eine frei gewählte Abgeordnetenkammer („Chambre des Députés“) ersetzte. Auch wurden die Kompetenzen des Parlamentes massiv erweitert. Budgetrecht, Gesetzesinitiative und die Immunität der Abgeordneten wurden festgeschrieben.
Nach dem Sieg der Reaktion wurden die Reformen rückgängig gemacht und 1856 die alte Ständeversammlung wieder eingeführt. Allerdings wurde das Wahlrecht bereits 1868 den Entwicklungen im Großherzogtum angepasst. Das Parlament trug nun wieder den Namen Abgeordnetenkammer und erhielt wieder erweiterte Kompetenzen. Für die Wahl galt ein Zensuswahlrecht.
Die Abgeordnetenkammer bestand nach dem Wahlgesetz vom 22. Juni 1901 aus 48 Abgeordneten. Die Abgeordneten wurden von den Kantonen in direkter Wahl für sechs Jahre gewählt. Jeweils die Hälfte der Abgeordneten wurde alle drei Jahre neu gewählt. Der Zensus betrug eine Steuerzahlung von 10 Franc. Das aktive Wahlrecht bestand ab dem vollendeten 24. Lebensjahr.
Ab 1919 entsprach die Wahl der Chambre des Députés heutigen demokratischen Vorstellungen. Neben der allgemeinen, freien und gleichen Wahl wurde das Frauenwahlrecht eingeführt.